# Mauricio Albornoz
Mauricio Albornoz (10 de março de 1988) é um futebolista sueco que atua como meia. Atualmente, joga pelo IF Brommapojkarna.
É filho de pai chileno e de mãe finlandesa, é irmão do Miko Albornoz que atua pela seleção chilena.